# Грузинский лари
Ла́ри (груз. ლარი), также Грузинский лари (груз. ქართული ლარი картули лари) — денежная единица Грузии, состоит из 100 тетри (груз. თეთრი). Буквенный код в стандарте ISO 4217 — GEL, цифровой — 981. Официальный символ — ₾, эмитент — Национальный банк Грузии.
Введена в 1995 году в период президентского правления Эдуарда Шеварднадзе вместо грузинского купона (GEK), по обменному курсу 1 000 000 GEK = 1 GEL. В настоящее время в обращении находятся монеты достоинством 5, 10, 20, 50 тетри, 1 и 2 лари и банкноты в 5, 10, 20, 50, 100 лари.

## Монеты

### Монеты образца 1993 года
Монеты в 1−20 тетри изготовлены из нержавеющей стали, монета в 50 тетри — из Cu-Al-Ni сплава. Аверс у всех монет сходный: в центре — изображение символа солнца и дата чеканки — 1993 год. По краю — надпись на грузинском и английском языках «Республика Грузия» («საქართველოს რესპუბლიკა», «REPUBLIC OF GEORGIA»). Изображения на аверсе и реверсе расположены друг относительно друга под углом 180°. Гурт у всех монет гладкий.
Монеты были введены в обращение в 1995 году и до сих пор являются официальным платёжным средством. Отчеканены на Парижском монетном дворе.
Монеты в 50 тетри образца 1993 года изъяты из обращения с 1 января 2018 года. До 1 января 2019 года их можно было обменять на действующие денежные знаки в любом банке, а с указанной даты — только в Национальном банке.
Монеты в 1 и 2 тетри формально являются законным платёжным средством, но практически не используются в обращении, с 1 января 2019 года цены при расчётах наличными деньгами округляются до 0 или 5 тетри.
| Изображение                                     | Изображение | Номинал  | размер      | размер      | Масса, г | материал          | Реверс |
| Изображение                                     | Изображение | Номинал  | Диаметр, мм | Толщина, мм | Масса, г | материал          | Реверс |
| ----------------------------------------------- | ----------- | -------- | ----------- | ----------- | -------- | ----------------- | --- |
|                                                 |             | 1 тетри  | 15          | 1,25        | 1,38     | нержавеющая сталь | Номинал «1 თეთრი» («1 тетри»), под ним — ветвь лозы                                                       |
|                                                 |             | 2 тетри  | 17,5        | 1,25        | 1,9      | нержавеющая сталь | Павлин с распушёнными перьями, под ним — номинал «2 თეთრი» («2 тетри»)                                    |
|                                                 |             | 5 тетри  | 20          | 1,32        | 2,5      | нержавеющая сталь | Скульптура золотого льва (найдена в Алазанской долине, III тыс. до н. э.) и номинал «5 თეთრი» («5 тетри») |
|                                                 |             | 10 тетри | 22          | 1,27        | 3        | нержавеющая сталь | Осёдланный св. Мамантом Кесарийским лев с фрески в Гелатском монастыре и номинал «10 თეთრი» («10 тетри»)  |
|                                                 |             | 20 тетри | 25          | 1,62        | 5        | нержавеющая сталь | Фрагмент картины грузинского художника Нико Пиросмани «Олень» и номинал «20 თეთრი» («20 тетри»)           |
|                                                 |             | 50 тетри | 19          | 1,4         | 2,5      | Куниаль           | В верхней части — фрагмент барельефа из храма Самтависи, под ним — номинал «50 თეთრი» («50 тетри»)        |
| Масштаб изображений — 3,0 пикселя на миллиметр. |             |          |             |             |          |                   | |

### Монеты образца 2006 года
С 20 ноября 2006 года были выпущены монеты достоинством 1 и 2 лари, а также 50 тетри нового дизайна.
| Изображение                                     | Изображение | Номинал  | Материал                        | размер      | размер      | Масса, г | реверс                          | Даты    | Даты           |
| Изображение                                     | Изображение | Номинал  | Материал                        | Диаметр, мм | Толщина, мм | Масса, г | реверс                          | чеканки | введения       |
| ----------------------------------------------- | ----------- | -------- | ------------------------------- | ----------- | ----------- | -------- | ------------------------------- | ------- | -------------- |
|                                                 |             | 50 тетри | мельхиор                        | 24          | 1,85        | 6,5      | под ним — 2 коня, держащих герб | 2006    | 20 ноября 2006 |
|                                                 |             | 1 лари   | мельхиор                        | 26,2        | 1,95        | 7,8      | под ним — 2 коня, держащих герб | 2006    | 20 ноября 2006 |
|                                                 |             | 2 лари   | кольцо: мельхиор центр: куниаль | 27          | 2,05        | 8. 1     | под ним — 2 коня, держащих герб | 2006    | 20 ноября 2006 |
| Масштаб изображений — 3,0 пикселя на миллиметр. |             |          |                                 |             |             |          |                                 |         |                |

## Юбилейные и памятные монеты
Памятные и юбилейные монеты выпускаются Национальным банком Грузии из драгоценных (золото — номиналами 10, 20, 25, 50, 100, 300, 500 и 1000 лари, и серебро — номиналами 1, 2, 3, 10 и 20 лари) и недрагоценных металлов (нейзильбер — номиналом 2 и 3 лари, мельхиор — номиналом 10 лари и биметаллические — номиналом 10 лари). Первая монета, посвящённая 50-летию Победы во Второй мировой войне, была выпущена в 1995 году.
По состоянию на декабрь 2015 года, было выпущено 23 разновидности памятных монет, в том числе 4 — из медно-никелевых сплавов, 2 — биметаллических, 9 — из серебра 925-й пробы, 1 — из золота 900-й пробы, 1 — из золота 920-й пробы и 6 — из золота 999-й пробы.

## Банкноты

### Серия 1995—2006 года
Новая серия банкнот вышла в обращение 2 октября 1995 года. 
Номинал банкнот прописью на реверсе продублирован на английском языке, а на банкноте номиналом 200 лари — также на абхазском, так как реверс данной банкноты посвящён Абхазии.
В декабре 2021 года Национальный банк Грузии объявил о выводе из оборота лари всех номиналов, выпущенных в 1995-1999 годах. 
Обменять банкноты, вышедшие из оборота можно будет  в кассовом центре Национального банка Грузии в Тбилиси по адресу: Кахетинское шоссе, №72.

| Изображение                                     | Изображение       | Номинал (лари) | Размеры (мм) | Описание | Годы                          | Годы                  |
| Лицевая сторона                                 | Оборотная сторона | Номинал (лари) | Размеры (мм) | Описание | печати                        | выпуска               |
| ----------------------------------------------- | ----------------- | -------------- | ------------ | --- | ----------------------------- | --------------------- |
|                                                 |                   | 1              | 115×61       | Лицевая сторона: портрет грузинского художника-примитивиста Нико Пиросмани (1862—1918). Оборотная сторона: панорама Тбилиси и олень с картины Пиросмани. | 1995 1999 2002 2007           | 02.10.1995 05.08.2002 |
|                                                 |                   | 2              | 115×61       | Лицевая сторона: портрет грузинского композитора Захария Палиашвили (1871—1933), ноты увертюры из его оперы «Абессалом и Этери» Оборотная сторона: здание Грузинского театра оперы и балета им. Палиашвили                                                                                           | 1995 1999 2002                | 02.10.1995 05.08.2002 |
|                                                 |                   | 5              | 115×61       | Лицевая сторона: портрет грузинского академика Иванэ Джавахишвили (1876—1940). Оборотная сторона: здание Тбилисского государственного университета им. Иванэ Джавахишвили; золотая скульптура льва III тыс. до н. э.; карта Грузии.                                                                  | 1995 1999 2002 2008 2011 2013 | 02.10.1995 05.08.2002 |
|                                                 |                   | 10             | 125×63       | Лицевая сторона: портрет грузинского поэта и общественного деятеля Акакия Церетели (1840—1915). Оборотная сторона: портрет матери грузинского художника Давида Какабадзе с картины «Имеретия — мать моя».                                                                                            | 1995 1999 2002 2007 2008 2012 | 02.10.1995 05.08.2002 |
|                                                 |                   | 20             | 131×65       | Лицевая сторона: портрет грузинского поэта и общественного деятеля Ильи Чавчавадзе (1837—1907); основанные им журнал «Вестник Грузии» и газета «Иверия». Оборотная сторона: памятник основателю Тбилиси царю Вахтангу I Горгасалу на фоне карты Тбилиси XVIII века и крепостного комплекса Нарикала. | 1995 1999 2002 2008 2011 2013 | 02.10.1995 05.08.2002 |
|                                                 |                   | 50             | 135×66       | Лицевая сторона: портрет царицы Тамары; изображение грифона из храма Самтависи. Оборотная сторона: знак зодиака «Стрелец» с грузинской миниатюры XII века. | 1995 1999 2004 2008 2011 2013 | 02.10.1995 09.11.2004 |
|                                                 |                   | 100            | 140×67       | Лицевая сторона: графический портрет грузинского поэта XII века Шоты Руставели. Оборотная сторона: композиция с библейским сюжетом — «Даниил в логове льва» — рельефное изображение из монастыря в Мартвили (VII век).                                                                               | 1995 1999 2004 2008 2012 2014 | 02.10.1995 09.11.2004 |
|                                                 |                   | 200            | 146×72       | Лицевая сторона: портрет национального героя Кайхосро (Какуца) Чолокашвили (1888—1930) на фоне рельефных фрагментов памятников грузинской культуры. Оборотная сторона: вид Сухума и фрагмент найденного в с. Цебельда (Гулрыпшский район) рельефного изображения.                                    | 2006                          | 15.04.2007            |
|                                                 |                   | 500            | 143×66       | Лицевая сторона: портрет грузинского царя Давида IV Строителя, держащего в правой руке свиток, а в левой — Гелатский монастырь Оборотная сторона: ранние грузинские письма, кресты | 1995                          | не выпущена           |
| Масштаб изображений — 1,0 пикселя на миллиметр. |                   |                |              | |                               |                       |

Банкнота в 500 лари с портретом царя Давида IV Строителя, держащего в правой руке свиток, а в левой — Гелатский монастырь, и национальным орнаментом в 1995 была отпечатана в Великобритании, но так и не вышла в обращение, оставаясь нумизматической редкостью (известно об одной купюре в Музее денег, нескольких образцах с перфорацией SPECIMEN и, возможно, нескольких купюрах, находящихся у коллекционеров). В 2011 Нацбанк Грузии выпустил ограниченную сувенирную серию этих банкнот.

### Серия 2016—2019 года
Серия персоналий была полностью заимствована с банкнот тех же номиналов предыдущей серии, но с применением современного дизайна. Наименование банка-эмитента и номинал прописью продублированы на английском языке.
| Изображение                                     | Изображение       | Номинал (лари) | Размеры (мм) | Описание | Годы печати    |
| Лицевая сторона                                 | Оборотная сторона | Номинал (лари) | Размеры (мм) | Описание | Годы печати    |
| ----------------------------------------------- | ----------------- | -------------- | ------------ | --- | -------------- |
|                                                 |                   | 5              | 122×62       | Лицевая сторона: портрет историка Иванэ Джавахишвили и здание Тбилисского государственного университета, который он основал. Оборотная сторона: картины Нико Пиросмани: «Рыбак» и «На гумне» | 2017 2021      |
|                                                 |                   | 10             | 127×64       | Лицевая сторона: портрет грузинского поэта и общественного деятеля Акакия Церетели (1840—1915). Оборотная сторона: портрет матери грузинского художника Давида Какабадзе с картины «Имеретия — мать моя». | 2019           |
|                                                 |                   | 20             | 132×66       | Лицевая сторона: портрет поэта, публициста и общественного деятеля Ильи Чавчавадзе; журнал «Вестник Грузии» и газета «Иверия». Оборотная сторона: панорама Тбилиси, конная статуя Вахтанга I. | 2016 2021      |
|                                                 |                   | 50             | 137×68       | Лицевая сторона: портрет царицы Тамары; пещерный монастырь Вардзиа. Оборотная сторона: изображение стрельца из манускрипта XIII века. | 2016 2020      |
|                                                 |                   | 100            | 142×70       | Лицевая сторона: портрет поэта Шоты Руставели, иллюстрация из его знаменитой эпической поэмы «Витязь в тигровой шкуре», страница из ее оригинальных отпечатков и орнамент из оригинальной рукописи, а также барельеф "Даниил во рву со львами" с фасада собора Успения Богородицы в Мартвили. Оборотная сторона: Грузинский театр оперы и балета им. Палиашвили. | 2016 2020 2024 |
| Масштаб изображений — 1,0 пикселя на миллиметр. |                   |                |              | |                |

## Символ лари
8 июля 2014 года был введён символ лари. Его графическая форма основана на грузинской букве ლ (ласи). В Юникоде, начиная с версии 8.0, для символа лари отведён код U+20BE (₾).

## Режим валютного курса
В настоящее время в Грузии используется режим плавающего валютного курса. Критерием эффективности курсовой политики (курсовой якорь) выступают показатели инфляции.